# Nepisiguit (rivier)
De Nepisiguit is een grote rivier in de Canadese provincie New Brunswick. De bron van de rivier ligt ten noorden van de Christmas Mountains in het ruige terrein tussen de bergen Mount Carleton en Big Bald Mountain. De rivier mondt in de zee uit bij de stad Bathurst in de Chaleurbaai. Er zijn verschillende watervallen aanwezig langs de loop van de rivier, met inbegrip van de Indian Falls (in de buurt van Popple Depot), de Nepisiguit Falls en de Pabineau Falls. De Nepisiguit Falls wordt gebruikt voor de opwekking van hydro-elektrische energie.
In totaal is de rivier 121 kilometer lang en het stroomgebied heeft een oppervlakte van 2.230 km².